# Heřmanův dvůr
Heřmanův dvůr (V Podhájí) je bývalá hospodářská usedlost v Praze 6-Dejvicích, která stojí v Šáreckém údolí. Od roku 1958 je dvůr chráněn jako nemovitá kulturní památka České republiky. Po roce 1990 byl areál změněn stavebními úpravami.

## Historie
V místech zvaných V Podhájí vznikl po roce 1565 sloučením deseti menších samostatných vinic jeden vinohrad, na kterém byl uváděn lis. Kolem roku 1600 jej koupil novoměstský radní Vojtěch starší Koutský z Jenštejna. K usedlosti patřila kromě vinice také chmelnice, štěpnice, pole, louky, dvůr, dubový háj nad dvorem a mlýn, zvaný pouze Mlýnek, později přebudovaný na výletní restauraci „Na Mlýnku“. Koutský se roku 1618 zúčastnil stavovského povstání, trest mu byl ale prominut. Protože se nechtěl vzdát své víry, majetek prodal a roku 1627 odešel z Čech.
Během třicetileté války byla usedlost zničena. Roku 1652 koupil pusté Podhájí zemský prokurátor Václav Michal Lhoták ze Lhoty a obnovený dvůr patřil jeho rodině do roku 1693. Majitelé se poté střídali, ke dvoru byly časem připojeny sousední vinice Vyšínka (1718) a Rakařka (1751) a před rokem 1725 byla postavena hlavní obytná budova. Hospodářství se rozšířilo na 23 jiter polí, 3 jitra pastvin, 2 jitra zahrad, 968 sáhů louky, 29 jiter další půdy a přes 10 jiter vinice.
Roku 1849 držel Heřmanův dvůr Josef Hendl. Dvůr s částí pozemků prodal Janu Demartinimu a mlýn si ponechal; dvůr dostal č.p. 84 a mlýn č.p. 85. Roku 1876 přistavěla Demartiniho rodina ke dvoru nový hostinec se stodolou a usedlost držela až do roku 1907.
Další vlastník provedl stavební úpravy, přestavěl stáje, přistavěl špejchar se stodolou a roku 1914 vznikla na pozemcích patrová vila č.p. 350 (arch. Josef Kočí). Po skončení 2. světové války sídlil v areálu Výzkumný ústav zemědělský.

### Po roce 1989
V 70. letech 20. století byly hospodářské objekty dvora přeměněny na skladovací prostory. V roce 1979 je narušil požár a v první polovině 90. let 20. století stavební práce; v té době zůstalo z původního klasicistního hostince zachováno pouze obvodové zdivo.
Z původního areálu se dochovala vjezdová brána I., vila a obnovená obytná budova se slunečními hodinami.

## Popis
Do bývalého dvora na nepravidelném půdorysu byl vstup pozdně barokní branou. Při severozápadní straně dvora stála původně jednopatrová obytná budova na půdorysu písmene „L“ postavená do svahu. Na jejím průčelí se nacházely sluneční hodiny. Na protější straně dvora stály bývalé hospodářské stavby, špejchar, chlévy a stodola.